# Rembele
Rembele is een bestuurslaag in het regentschap Bener Meriah van de provincie Atjeh, Indonesië. Rembele telt 910 inwoners (volkstelling 2010).